# Bankhaus Spängler
Das Bankhaus Carl Spängler & Co. AG ist die älteste Privatbank Österreichs und hat seinen Firmensitz seit der Gründung 1828 in Salzburg.

## Filialen
Außer dem Hauptsitz in der Schwarzstraße 1 betreibt die Bank derzeit (2023) noch eine weitere Zweigstelle in der Stadt Salzburg, sowie eine im Pinzgau. Außerhalb Salzburgs führt das Unternehmen Niederlassungen in Wien, Linz, Graz, Innsbruck, Kitzbühel, wobei jener in Linz im denkmalgeschützten Schmidtberger-Haus untergebracht ist, das die Bank 1999 erwarb und sanierte.

## Geschichte
Gegründet wurde das Bankhaus Spängler durch Johann Alois Duregger, der 1828 um die gewerberechtliche Bankgenehmigung ansuchte. Im Jahr 1854 stieg Carl Spängler zuerst in das Unternehmen ein und heiratete ein Jahr später die Tochter Dureggers. Heute leitet die siebente Generation der Familie Spängler seit 1855 das Bankhaus.